# Championnat d'Asie masculin de basket-ball des moins de 18 ans
Cet article traite de l'épreuve masculine. Pour la compétition féminine, voir Championnat d'Asie féminin de basket-ball des moins de 18 ans.
Le Championnat d'Asie masculin de basket-ball des moins de 18 ans est une compétition masculine de basket-ball qui oppose les meilleures sélections nationales d'Asie et d'Océanie des joueurs de moins de 18 ans. Elle est organisée par la FIBA Asie tous les 2 ans depuis 1970. Le titre de champion d'Asie se joue donc entre 16 sélections des différentes zones de qualification en Asie et en Océanie. Les quatre équipes demi-finalistes de la compétition se qualifient directement pour la Coupe du monde masculine de basket-ball des moins de 19 ans.
L'édition 2020 est annulée par la FIBA Asie, en raison de la pandémie de coronavirus.

## Palmarès
| Édition | Année | Pays hôte                                   | Finale                                      | Finale                                      | Finale                                      | Petite finale                               | Petite finale                               | Petite finale                               | MVP                                         |
| Édition | Année | Pays hôte                                   | Champion                                    | Score                                       | Deuxième                                    | Troisième                                   | Score                                       | Quatrième                                   | MVP                                         |
| ------- | ----- | ------------------------------------------- | ------------------------------------------- | ------------------------------------------- | ------------------------------------------- | ------------------------------------------- | ------------------------------------------- | ------------------------------------------- | ------------------------------------------- |
| 1re     | 1970  | Séoul                                       | Philippines                                 |                                             | Japon                                       | Corée du Sud                                |                                             | Taïwan                                      | non mis en place                            |
| 2e      | 1972  | Manille                                     | Philippines (2)                             |                                             | Taïwan                                      | Corée du Sud                                |                                             | Inde                                        | non mis en place                            |
| 3e      | 1974  | Manille                                     | Philippines (3)                             |                                             | Corée du Sud                                | Taïwan                                      |                                             | Thaïlande                                   | non mis en place                            |
| 4e      | 1977  | Koweït                                      | Philippines (4)                             |                                             | Chine                                       | Koweït                                      |                                             | Thaïlande                                   | non mis en place                            |
| 5e      | 1978  | Manille                                     | Philippines (5)                             |                                             | Chine                                       | Irak                                        |                                             | Japon                                       | non mis en place                            |
| 6e      | 1980  | Manille                                     | Chine                                       |                                             | Philippines                                 | Thaïlande                                   |                                             | Arabie saoudite                             | non mis en place                            |
| 7e      | 1982  | Manille                                     | Philippines (6)                             |                                             | Chine                                       | Corée du Sud                                |                                             | Thaïlande                                   | non mis en place                            |
| 8e      | 1984  | Séoul                                       | Corée du Sud                                |                                             | Chine                                       | Philippines                                 |                                             | Japon                                       | non mis en place                            |
| 9e      | 1986  | Manille                                     | Chine (2)                                   | 81–67                                       | Philippines                                 | Taïwan                                      |                                             | Japon                                       | non mis en place                            |
| 10e     | 1989  | Manille                                     | Chine (3)                                   | 89–62                                       | Taïwan                                      | Philippines                                 |                                             | Japon                                       | non mis en place                            |
| 11e     | 1990  | Nagoya                                      | Japon                                       | 82–63                                       | Syrie                                       | Chine                                       | 96–93                                       | Philippines                                 | non mis en place                            |
| 12e     | 1992  | Pékin                                       | Chine (4)                                   | 93–80                                       | Corée du Sud                                | Philippines                                 | 103–74                                      | Japon                                       | non mis en place                            |
| 13e     | 1995  | Manille                                     | Corée du Sud (2)                            | 55–48                                       | Chine                                       | Jordanie                                    | 62–56                                       | Thaïlande                                   | non mis en place                            |
| 14e     | 1996  | Johor Bahru                                 | Chine (5)                                   | 86–71                                       | Qatar                                       | Japon                                       | 89–75                                       | Corée du Sud                                | non mis en place                            |
| 15e     | 1998  | Calcutta                                    | Chine (6)                                   | 59–45                                       | Qatar                                       | Japon                                       | 110–94                                      | Taïwan                                      | non mis en place                            |
| 16e     | 2000  | Kuala Lumpur                                | Corée du Sud (3)                            | 120–92                                      | Chine                                       | Taïwan                                      | 77–76                                       | Japon                                       | non mis en place                            |
| 17e     | 2002  | Koweït                                      | Chine (7)                                   | 81–70                                       | Iran                                        | Corée du Sud                                | 105–88                                      | Qatar                                       | non mis en place                            |
| 18e     | 2004  | Bangalore                                   | Iran                                        | 89–86                                       | Corée du Sud                                | Chine                                       | 73–63                                       | Liban                                       | non mis en place                            |
| 19e     | 2006  | Ürümqi                                      | Chine (8)                                   | 99–83                                       | Corée du Sud                                | Liban                                       | 83–60                                       | Taïwan                                      | non mis en place                            |
| 20e     | 2008  | Téhéran                                     | Iran (2)                                    | 95–76                                       | Kazakhstan                                  | Syrie                                       | 93–86                                       | Japon                                       | non mis en place                            |
| 21e     | 2010  | Sanaa                                       | Chine (9)                                   | 103–80                                      | Corée du Sud                                | Taïwan                                      | 65–60                                       | Iran                                        | Zhelin Wang                                 |
| 22e     | 2012  | Oulan Bator                                 | Chine (10)                                  | 93–91                                       | Corée du Sud                                | Iran                                        | 87–83                                       | Japon                                       | Zhelin Wang                                 |
| 23e     | 2014  | Doha                                        | Chine (11)                                  | 66–48                                       | Iran                                        | Corée du Sud                                | 70–58                                       | Taïwan                                      | Yuchen Zou                                  |
| 24e     | 2016  | Téhéran                                     | Iran (3)                                    | 71–65                                       | Japon                                       | Corée du Sud                                | 86–63                                       | Liban                                       | Amirhossein Khandanpour                     |
| 25e     | 2018  | Bangkok                                     | Australie                                   | 72–63                                       | Nouvelle-Zélande                            | Chine                                       | 76–57                                       | Philippines                                 | Samson Froling                              |
| 26e     | 2020  | Annulé en raison de la pandémie de Covid-19 | Annulé en raison de la pandémie de Covid-19 | Annulé en raison de la pandémie de Covid-19 | Annulé en raison de la pandémie de Covid-19 | Annulé en raison de la pandémie de Covid-19 | Annulé en raison de la pandémie de Covid-19 | Annulé en raison de la pandémie de Covid-19 | Annulé en raison de la pandémie de Covid-19 |
| 26e     | 2022  | Téhéran                                     | Corée du Sud (4)                            | 77–73                                       | Japon                                       | Chine                                       | 85–68                                       | Liban                                       | Juyeong Lee                                 |
| 27e     | 2024  | Amman                                       | Australie (2)                               | 96–33                                       | Nouvelle-Zélande                            | Chine                                       | 84–63                                       | Jordanie                                    | Emmett Adair                                |

## Médailles par pays
Tableau actualisé après le championnat 2024.
| Rang | Nation           | Or | Argent | Bronze | Total |
| ---- | ---------------- | -- | ------ | ------ | ----- |
| 1    | Chine            | 11 | 6      | 5      | 22    |
| 2    | / Philippines    | 6  | 2      | 3      | 11    |
| 3    | Corée du Sud     | 4  | 6      | 6      | 16    |
| 4    | Iran             | 3  | 2      | 1      | 6     |
| 5    | Australie        | 2  | 0      | 0      | 2     |
| 6    | Japon            | 1  | 3      | 2      | 6     |
| 7    | / Taïwan         | 0  | 2      | 4      | 6     |
| 8    | Nouvelle-Zélande | 0  | 2      | 0      | 2     |
| 8    | Qatar            | 0  | 2      | 0      | 2     |
| 10   | Syrie            | 0  | 1      | 1      | 2     |
| 11   | Kazakhstan       | 0  | 1      | 0      | 1     |
| 12   | Irak             | 0  | 0      | 1      | 1     |
| 12   | Jordanie         | 0  | 0      | 1      | 1     |
| 12   | Koweït           | 0  | 0      | 1      | 1     |
| 12   | Liban            | 0  | 0      | 1      | 1     |
| 12   | Thaïlande        | 0  | 0      | 1      | 1     |

## Détail par pays
| Équipe              | 1970         | 1972         | 1974         | 1977         | 1978         | 1980         | 1982         | 1984         | 1986         | 1989         | 1990         | 1992         | 1995         | 1996         | 1998         | 2000         | 2002         | 2004         | 2006         | 2008         | 2010         | 2012         | 2014         | 2016         | 2018 | 2022 | 2024 | Total |
| ------------------- | ------------ | ------------ | ------------ | ------------ | ------------ | ------------ | ------------ | ------------ | ------------ | ------------ | ------------ | ------------ | ------------ | ------------ | ------------ | ------------ | ------------ | ------------ | ------------ | ------------ | ------------ | ------------ | ------------ | ------------ | ---- | ---- | ---- | ----- |
| Arabie saoudite     |              |              |              | 11e          | 5e           | 4e           | 9e           |              |              | 6e           | 5e           |              |              |              |              | 5e           | 7e           | 10e          |              | 11e          | 15e          | 8e           |              |              |      |      |      | 12    |
| Australie           | FIBA Océanie | FIBA Océanie | FIBA Océanie | FIBA Océanie | FIBA Océanie | FIBA Océanie | FIBA Océanie | FIBA Océanie | FIBA Océanie | FIBA Océanie | FIBA Océanie | FIBA Océanie | FIBA Océanie | FIBA Océanie | FIBA Océanie | FIBA Océanie | FIBA Océanie | FIBA Océanie | FIBA Océanie | FIBA Océanie | FIBA Océanie | FIBA Océanie | FIBA Océanie | FIBA Océanie | 1er  |      | 1er  | 2     |
| Bahreïn             |              |              |              | 9e           | 9e           | 8e           | 7e           |              |              |              |              |              |              |              |              |              |              |              |              |              |              | 12e          |              |              | 7e   |      |      | 6     |
| Bangladesh          |              |              |              |              |              | 15e          |              |              |              |              |              |              |              | 15e          | 15e          |              |              |              |              |              |              |              |              |              |      |      |      | 3     |
| Brunei              |              |              |              |              |              |              |              |              |              |              |              |              | 15e          |              |              |              |              |              |              |              |              |              |              |              |      |      |      | 1     |
| Chine               |              |              |              | 2e           | 2e           | 1er          | 2e           | 2e           | 1er          | 1er          | 3e           | 1er          | 2e           | 1er          | 1er          | 2e           | 1er          | 3e           | 1er          | 5e           | 1er          | 1er          | 1er          | 5e           | 3e   | 3e   | 3e   | 24    |
| Corée du Sud        | 3e           | 3e           | 2e           | 7e           |              | 7e           | 3e           | 1er          | 4e           | 5e           | 9e           | 2e           | 1er          | 4e           | 9e           | 1er          | 3e           | 2e           | 2e           | 6e           | 2e           | 2e           | 3e           | 3e           | 8e   | 1er  | 5e   | 26    |
| Émirats arabes unis |              |              |              |              |              | 17e          | 14e          |              |              |              |              |              |              |              |              |              |              |              |              | 14e          |              |              |              |              | 16e  |      |      | 4     |
| / Hong Kong         |              |              | 7e           | 12e          | 10e          | 13e          | 11e          |              | 6e           | 16e          | 8e           | 8e           | 13e          | 11e          | 10e          | 6e           | 12e          | 6e           | 16e          | 12e          |              | 13e          | 11e          |              |      |      |      | 19    |
| Inde                | 5e           | 4e           |              | 15e          |              | 12e          | 10e          |              |              | 12e          | 11e          |              | 9e           | 13e          | 11e          | 12e          | 13e          | 7e           | 13e          | 13e          | 13e          | 10e          | 13e          | 8e           | 11e  | 9e   | 8e   | 22    |
| Indonésie           |              |              |              | 13e          | 6e           | 11e          | 8e           |              |              | 10e          | 12e          | 6e           | 8e           |              |              |              |              |              |              |              |              | 11e          |              | 12e          | 12e  |      | 13e  | 12    |
| / Irak              |              |              |              |              | 3e           |              |              |              |              | 7e           |              |              |              |              |              |              |              |              |              |              | 10e          |              | 13e          | 9e           |      |      |      | 5     |
| / Iran              |              |              | 6e           | 8e           | 12e          |              | 13e          |              |              | 8e           | 10e          | 9e           |              | 10e          | 5e           | 9e           | 2e           | 1er          | 7e           | 1er          | 4e           | 3e           | 2e           | 1er          | 6e   | 5e   | 6e   | 21    |
| Japon               | 2e           |              |              | 6e           | 4e           | 5e           | 5e           | 4e           | 5e           | 4e           | 1er          | 4e           | 7e           | 3e           | 3e           | 4e           | 5e           | 9e           | 6e           | 4e           | 8e           | 4e           | 6e           | 2e           | 5e   | 2e   | 7e   | 25    |
| Jordanie            |              |              |              |              |              |              |              |              |              |              |              |              | 3e           | 9e           |              |              |              |              |              | 10e          |              |              | 10e          |              |      |      | 4e   | 5     |
| Kazakhstan          |              |              |              |              |              |              |              |              |              |              |              |              | 10e          | 12e          | 6e           |              |              | 8e           | 5e           | 2e           | 11e          | 15e          | 8e           | 10e          | 13e  |      | 14e  | 12    |
| Kirghizistan        |              |              |              |              |              |              |              |              |              |              |              |              |              |              |              |              |              | 11e          | 12e          |              |              |              |              |              |      |      |      | 2     |
| Koweït              |              |              |              | 3e           | 7e           | 6e           | 16e          |              |              |              |              |              |              |              | 12e          | 8e           | 8e           | 12e          | 8e           |              |              |              | 12e          |              |      |      | 15e  | 11    |
| Liban               |              |              |              |              |              |              |              |              |              |              |              |              |              |              | 13e          | 10e          | 9e           | 4e           | 3e           | 8e           | 7e           | 7e           |              | 4e           | 10e  | 4e   | 9e   | 12    |
| Macao               |              |              |              |              |              |              |              |              |              |              |              | 13e          | 14e          |              |              |              |              |              |              |              |              |              |              |              |      |      |      | 2     |
| Malaisie            | 6e           | 7e           | 5e           | 5e           | 8e           | 9e           | 6e           | 5e           |              | 11e          | 6e           | 11e          | 11e          | 8e           | 8e           | 11e          | 10e          |              | 14e          | 15e          | 12e          |              | 7e           |              |      |      |      | 20    |
| Mongolie            |              |              |              |              |              |              |              |              |              |              |              |              |              |              |              |              |              |              |              |              |              | 14e          |              |              |      |      | 16e  | 2     |
| Nouvelle-Zélande    | FIBA Océanie | FIBA Océanie | FIBA Océanie | FIBA Océanie | FIBA Océanie | FIBA Océanie | FIBA Océanie | FIBA Océanie | FIBA Océanie | FIBA Océanie | FIBA Océanie | FIBA Océanie | FIBA Océanie | FIBA Océanie | FIBA Océanie | FIBA Océanie | FIBA Océanie | FIBA Océanie | FIBA Océanie | FIBA Océanie | FIBA Océanie | FIBA Océanie | FIBA Océanie | FIBA Océanie | 2e   |      | 2e   | 2     |
| Pakistan            |              |              |              | 10e          |              |              |              |              |              | 13e          |              |              |              |              | 14e          |              |              |              |              |              |              |              |              |              |      |      |      | 3     |
| / Philippines       | 1er          | 1er          | 1er          | 1er          | 1er          | 2e           | 1er          | 3e           | 2e           | 3e           | 4e           | 3e           | 6e           | 6e           | 7e           |              |              | 13e          |              | 7e           | 5e           | 6e           | 5e           | 7e           | 4e   | 6e   | 10e  | 24    |
| Qatar               |              |              |              |              |              | 16e          | 15e          |              |              |              |              | 7e           |              | 2e           | 2e           | 7e           | 4e           | 16e          |              |              | 16e          |              | 9e           |              |      | 8e   | 12e  | 12    |
| Singapour           | 7e           | 6e           | 8e           | 14e          | 13e          | 10e          | 12e          | 7e           |              | 14e          |              | 12e          | 12e          | 14e          |              | 16e          |              | 15e          | 15e          |              |              | 16e          |              |              |      |      |      | 16    |
| Sri Lanka           |              |              |              | 16e          |              | 14e          |              | 6e           |              | 15e          | 13e          | 14e          |              |              |              | 15e          | 14e          |              |              |              | 14e          |              |              |              |      |      |      | 9     |
| Syrie               |              |              |              |              |              |              |              |              |              |              | 2e           |              |              |              |              |              |              |              | 9e           | 3e           | 9e           | 9e           |              |              | 15e  | 10e  |      | 7     |
| / Taïwan            | 4e           | 2e           | 3e           |              |              |              |              |              | 3e           | 2e           | 7e           | 5e           | 5e           | 5e           | 4e           | 3e           | 6e           | 5e           | 4e           | 9e           | 3e           | 5e           | 4e           | 6e           | 9e   | 7e   | 11e  | 22    |
| Thaïlande           |              | 5e           | 4e           | 4e           | 11e          | 3e           | 4e           |              |              | 9e           |              | 10e          | 4e           | 7e           |              | 14e          |              |              | 11e          |              |              |              |              | 11e          | 14e  |      |      | 14    |
| Yémen               |              |              |              |              |              |              |              |              |              |              |              |              |              |              |              | 13e          | 11e          | 14e          | 10e          |              | 6e           |              |              |              |      |      |      | 5     |
| Total               | 7            | 7            | 8            | 16           | 13           | 17           | 16           | 7            | 6            | 16           | 13           | 14           | 15           | 15           | 15           | 16           | 14           | 16           | 16           | 15           | 16           | 16           | 14           | 12           | 16   | 10   | 16   |       |

Légende : en gras le pays organisateur.